# Micrathyria didyma
Micrathyria didyma är en trollsländeart som först beskrevs av Selys 1857.  Micrathyria didyma ingår i släktet Micrathyria och familjen segeltrollsländor. Inga underarter finns listade i Catalogue of Life.